# Jadranka Barjaktarović
Jadranka Barjaktarović (crnogorska ćirilica: Јадранка Барјактаровић; Berane, 11. listopada 1981.), crnogorska je pjevačica narodne i domoljubne glazbe.

## Biografija
Rođena je 1981. godine u općini Berane u Crnoj Gori, gdje je odrasla i završila osnovno i srednjoškolsko obrazovanje.
2005. godine započela je glazbenu karijeru zauzimajući treće mjesto u drugoj sezoni glazbenog natjecanja Zvezde Granda.
Dvije godine kasnije osvojila je prvu nagradu na festivalu u Cetinju sa pjesmom Tvoja noć i moja zora. Ova pjesma proslavila je Jadranku te je ona postala njezin najveći hit. Pjesma je postala popularna i u Hrvatskoj gdje je obrađena od strane brojnih hrvatskih glazbenika i glazbenih sastava.
Godine 2009. Grand Production objavila je prvi prvi album Jadranke Barjaktarević pod nazivom Krv sam tvoja. Na spomenutom albumu pored šest pjesama, našle su se i pjesme Laka i Neotporna, ali i pjesma Tvoja noć i moja zora. 
Nakon raskida ugovora s Grandom i medijske pauze, Jadranka u potpunosti mijenja glazbeni pravac te se orijentira primarno na pjesme domoljubne crnogorske tematike. Kao insipracija poslužili su joj hrvatski domoljubni pjevači, poput Miroslava Škore i Marka Perkovića Thompsona, čije pjesme rado uvrštava u svoj koncertni repertoar širom Crne Gore. Zbog navedenog Jadranka se našla u nemilosti srbijanskih medija koji su je nazvali "ustaškom pjevačicom", a Republika Srbija 2021. privremeno joj je zabranila ulazak u tu državu.
Surađivala je s Momčilom Zekovićem, nekadašnjim članom glazbenog sastava Perper, na njegovom projektu, produkciji Džep sa tajnama. U sklopu ove produkcije Jadranka je 2021. snimila pjesmu Crna Gora je moj dom, te 2023., povodom 13. srpnja, dana crnogorske državnosti, pjesmu Rodi sunce sa planina.